# Summer Cannibals
Summer Cannibals – ósmy singel Patti Smith. Nagrania pochodzą z lat 1988–1996.

## Lista utworów

### CD 1
1. "Summer Cannibals"  (Fred Smith, Patti Smith)  – 4:10
2. "Come Back Little Sheba" (Lenny Kaye, Patti Smith) – 2:35
3. ""Gone Again" (Live) (Lenny Kaye, Patti Smith) – 3:38
4. "People Have the Power" (Dream of Life version) (Patti Smith, Fred Smith) – 5:09

### CD 2
1. "Summer Cannibals"  (Fred Smith, Patti Smith)  – 4:10
2. "People Have the Power" (Live) (Patti Smith, Fred Smith) – 2:13
3. "Beneath the Southern Cross" (Lenny Kaye, Patti Smith)	– 4:35
4. "Come On In My Kitchen" (Robert Johnson) – 4:13

## Skład
- Patti Smith – wokal, gitara
- Lenny Kaye – gitara
- Jay Dee Daugherty(inne języki) – perkusja
- Tony Shanahan – gitara basowa
- Oliver Ray – gitara
- Fred "Sonic" Smith – gitara ("People Have the Power")
- Richard Sohl(inne języki) – instrumenty klawiszowe ("People Have the Power")